# CA 세로

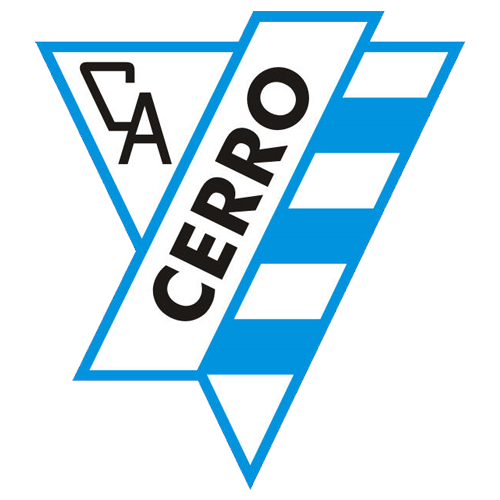

CA 세로(C.A. Cerro)는 우루과이 몬테비데오를 연고로 하는 축구 클럽이다. 이 팀은 1922년 12월 1일에 창단되었다. 현재는 우루과이 프리메라 디비시온에 참가하고 있다.

## 선수 명단

### 현역
참고: FIFA 자격 규정에 따라 소속된 국가대표팀 국기를 표시합니다. 선수는 복수의 FIFA 비회원국 국적을 가지고 있을 수 있습니다.
| 번호 | 포지션 | 국적     | 이름                            |
| ---- | ------ | -------- | ------------------------------- |
| 2    | DF     |          | 기예르모 아구스틴 페랄타 바우어 |
| 16   | DF     | 우루과이 | 마티아스 아베로                 |

| 번호 | 포지션 | 국적 | 이름 |
| ---- | ------ | ---- | ---- |

### 역대
틀:CA 세로 선수 명단